# نموذج أيناستو
نموذج أيناستو (بالإنجليزية: Einasto profile) هو دالة رياضية تصف كيف للكثافة ρ الخاصة بنظم النجوم الكروية أن تختلف مع المسافة r عن المركز. قدم جان إيناستو هذا النموذج في مؤتمر عام 1963 في ألماتي في كازاخستان.
يمتلك نموذج إيناستو مقياسًا لوغارتميًّا لقانون الرفع إلى أس في شكل:
{\displaystyle \gamma (r)\equiv -{\frac {\operatorname {d} \ln \rho (r)}{\operatorname {d} \ln r}}\propto r^{\alpha }}
والتي يمكن إعادة ترتيبها لتظهر بالشكل الآتي:
{\displaystyle \rho (r)\propto \exp {(-Ar^{\alpha })}.}
الكمية α تتحكم في درجة الانحناء الخاص بالنموذج. يمكن رؤية ذلك بحساب الميل على الرسم البياني اللوغارتمي-اللوغارتمي:
{\displaystyle d\ (\log \rho )/d\ (\log r)\propto -r^{\alpha }.}
كلما زادت α كلما زادت سرعة اختلاف الميل مع القطر. يمكن أن يوصف قانون إيناستو كتعميم لقانون الرفع، ρ∝r-N والذي له ميل ثابت على الرسم البياني اللوغارتمي-اللوغارتمي.
لنموذج إيناستو نفس الشكل الرياضي لقانون سيرسيك، والذي يستخدم لوصف سطوع السطح (الكثافة البارزة) للمجرات. استُخدم نموذج إيناستو لوصف العديد من أنواع الأنظمة، منها المجرات وهالة المادة المظلمة.